# Tagish

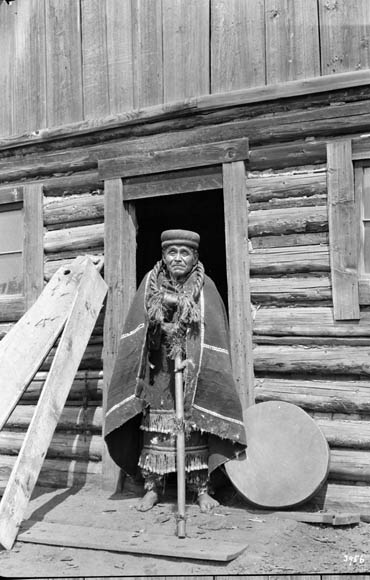
Charlie Skookum, un médico Tagish.

Los tagish o tagish khwáan son un pueblo atabascana de las Naciones Originarias de Canadá, que vivieron alrededor del lago Tagish y del lago Marsh, en el territorio de Yukón en Canadá. Los tagish fueron absorbidos por los tlingit de la costa y el idioma tagish está casi extinto. En la actualidad, los tagish viven principalmente en Carcross o Whitehorse, y son miembros de la Carcross/Primera Nación Tagish o la Primera Nación Kwanlin Dün. 
Tres de los miembros del pueblo tagish hicieron el descubrimiento del oro, lo que llevó a la fiebre del oro de Klondike: Keish (Skookum Jim Mason), Shaaw Tláa (Kate Carmack) y Kaa goox (Dawson Charlie). 
La palabra tagish también se refiere a la lengua tagish, un idioma atabascano hablado por los antepasados de este pueblo.
Tagish significa "él (el hielo de primavera) se está rompiendo", y también dio su nombre al lago Tagish.